# Flota de vehículos del Metro de São Paulo
El material rodante del Metro de São Paulo es la mayor flota de vehículos de metro de América del Sur, con actualmente 232 trenes (1.419 coches) divididos en 12 series. Es también la flota más antigua de Brasil. Con excepción de la flota M, cuyo tren posee 7 coches, todas las otras composiciones poseen 6 coches cada una.

## Flota actual
| Flota | Foto       | Líneas          | Líneas Anteriores | Año de Construcción | Fabricante                                        | Velocidad máxima (por línea) | Trenes / Coches | Notas                  |
| ----- | ---------- | --------------- | ----------------- | ------------------- | ------------------------------------------------- | ---------------------------- | --------------- | ---------------------- |
| E     |            | Azul            | Verde Roja        | 1998 / 1999         | → Alstom                                          | 100 KM/h                     | 11 / 66         |                        |
| F     |            | Lila            |                   | 2001 / 2002         | → Alstom                                          | 80 KM/h                      | 08 / 48         |                        |
| G     |            | Azul Verde Roja |                   | 2008 / 2010         | → Alstom                                          | 100 KM/h                     | 16 / 96         |                        |
| H     |            | Roja            | Azul              | 2008 / 2010         | → CAF                                             | 100 KM/h                     | 17 / 102        |                        |
| I     |            | Azul Verde      |                   | 2011 / 2018         | Consórcio Modertren: → Alstom → Siemens           | 100 KM/h                     | 25 / 150        | - Flota A modernizada. |
| J     | semmoldura | Azul Verde      |                   | 2011 / 2018         | Consórcio BTT: → Bombardier → Tejofran → Temoinsa | 100 KM/h                     | 26 / 156        | - Flota A modernizada. |
| K     |            | Roja            |                   | 2011 / 2014         | Consórcio MTTrens: → T'Trans → MPE → Temoinsa     | 100 KM/h                     | 25 / 150        | - Flota C modernizada. |
| L     |            | Azul            | Roja              | 2011 / 2017         | Consórcio Reformas Metrô: → Alstom → IESA         | 100 KM/h                     | 22 / 132        | - Flota D modernizada. |
| M     |            | Plata           |                   | 2013 / 2016         | → Bombardier                                      | 90 KM/h                      |                 |                        |
| P     |            | Lila            |                   | 2013 / 2014         | → CAF                                             | 80 KM/h                      | 26 / 156        |                        |

## Flota de Línea 4 - Amarilla, operada por ViaQuatro
| Flota        | Líneas  | Foto | Año de Construcción | Fabricante      | Velocidad Maxima | Trenes / Coches     | Notas                                                                     |
| ------------ | ------- | ---- | ------------------- | --------------- | ---------------- | ------------------- | ------------------------------------------------------------------------- |
| 4000 fase I  | Amarela |      | 2009 / 2010         | → Hyundai Rotem | 80 KM/h          | 14 / 84 (401 a 414) | Primer modelo de tren driverless del Metro de Sao Paulo y América Latina. |
| 4000 fase II | Amarela |      | 2016 / 2017         | → Hyundai Rotem | 80 KM/h          | 15 / 90 (415 a 429) |                                                                           |

## Flota anterior
| Flota | Foto | Última línea en funcionamiento | Líneas anteriores | Año de Construcción | Fabricante              | Velocidad maxima | Trenes / Coches | Notas |
| ----- | ---- | ------------------------------ | ----------------- | ------------------- | ----------------------- | ---------------- | --------------- | --- |
| A     |      | Roja                           | Verde Roja        | 1971 / 1974         | → Mafersa →Budd Company | 100 KM/h         | 51/306          | - El día 01/02/2018 el tren A35 prestó servicio por última vez en la hora punta de la noche, y éste se está modernizando como tren de la flota J.                                                                                            |
| C     |      | Roja                           |                   | 1982 / 1986         | → Cobrasma              | 100 KM/h         | 25 / 150        | - En el día 10/07/2014 el tren C02 prestó servicio por última vez en la hora punta de la mañana, habiendo sido recibido por la Compañía ya modernizado en la semana del día 02/12/2014 y concluido el lote de modernizaciones de la Flota K. |
| D     |      | Azul                           | Verde Roja        | 1982 / 1986         | → Mafersa               | 100 KM/h         | 22/ 132         | - El día 15/04/2017 el tren D45 prestó servicio por última vez en el horario de pico de la noche, habiendo sido recibido por la Compañía ya modernizado y concluido el lote de modernizaciones de la Frota L.                                |